# Мото
Мото (од лат. muttum — „мрмљање”, путем итал. motto — „реч” или „реченица”) је максим; фраза која би требало да формално опише општу мотивацију или намеру појединца, породице, друштвене групе или организације. Мотои се обично не изражавају вербално, за разлику од слогана, али су изражени у писаној форми и обично потичу од дугих традиција друштвених фондација или од значајних догађаја, као што је грађански рат или револуција. Мото може бити на било ком језику, али латински се широко користи, посебно у западном свету.

## Књижевност
У књижевности, мото је реченица, фраза, песма или реч префикса у есеју, поглављу, роману или слично на сугестију о његовој теми. То је кратак, сугестиван израз водећег принципа за писани материјал који следи.
На пример, Роберт Луис Стивенсон: Путовање магарцем у Цевенесу користи мотое на почетку сваког одељка.